# 李守信
李 守信（り しゅしん、モンゴル語：ᠪᠤᠶᠠᠨᠳᠡᠯᠭᠡᠷ　キリル文字表記：Буяндэлгэр）は、中華民国・満洲国・蒙古聯合自治政府（蒙古自治邦）の軍人・政治家。デムチュクドンロブ（徳王）とともに、蒙古自治のために活動した指導者の一人である。もとの名は李義。モンゴル族出身。

## 事績

### 初期の活動
小地主の家庭に生まれる。1919年（民国8年）から熱河省の直隷派の軍に加入し、軍功を重ねて順調に昇進する。国民政府でもそのままこれに帰属し、1928年（民国17年）、東北軍騎兵第17旅第34団団長に就任した。主に開魯に駐屯し、1930年（民国19年）前後に、ガーダー・メイリン（嘎達梅林）の蜂起を鎮圧した。
1933年（民国22年）、李守信は日本軍と交戦し、日本軍の航空機を1機撃墜した。しかし、これをきっかけに李守信は日本と交渉し、日本から兵器・資金の供与を得た。以後の李守信は日本側、すなわち満洲国に与して活動を開始し、熱河遊撃軍師司令、察東警備軍司令、興安西警備軍司令官代理などを歴任している。

### 蒙古自治への活動

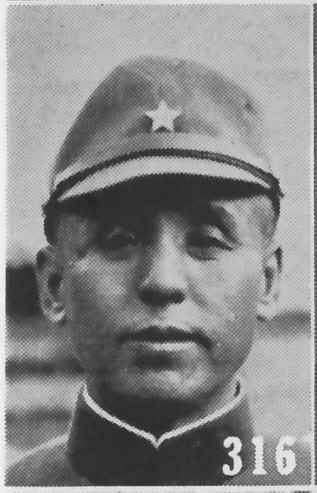
『最新支那要人伝』(1941年)

1936年（民国25年）2月、デムチュクドンロブ（徳王）が蒙古軍総司令部を創設すると、李守信もこれに参与し、副総司令兼軍務部長に就任した。同年5月、蒙古軍政府が成立すると、李守信は参謀部長に任命された。このほか、軍政府総裁幇弁や第1軍軍長を兼任している。李守信は日本の援助を受け、蒙古軍を拡充した。
同年11月、デムチュクドンロブと李守信率いる蒙古軍と、王英率いる「大漢義軍」が綏遠を攻撃した。しかし、傅作義・宋哲元の反撃に敗れ、退却している（綏遠事件）。撤退後、蒙古軍総司令部が設立され、デムチュクドンロブが総司令、李守信が副司令に就任した。
1937年（民国26年）10月、日本軍の援助により蒙古聯盟自治政府が成立する。まもなく、李守信は蒙古軍総司令に昇格した。1938年（民国27年）7月、李守信は蒙古聯盟自治政府副主席に当選する。1939年（民国28年）9月、蒙古聯合自治政府が成立すると、李守信は引き続き蒙古軍総司令をつとめた。
1940年（民国29年）1月、李守信は蒙古聯合自治政府代表として青島で、南京国民政府代表の周仏海と会談し、自治権をめぐる交渉を行っている。その結果、南京国民政府を正統の中央政府と承認し、その地方政権となる一方で、蒙古聯合自治政府は(1) 高度な自治、(2) チンギス・カン紀元の年号の使用、(3) 蒙古聯合自治政府旗の使用等を許可された。1941年（民国30年）6月、蒙古聯合自治政府が蒙古自治邦に改められると、副主席に当選した。

### 第二次大戦後の活動

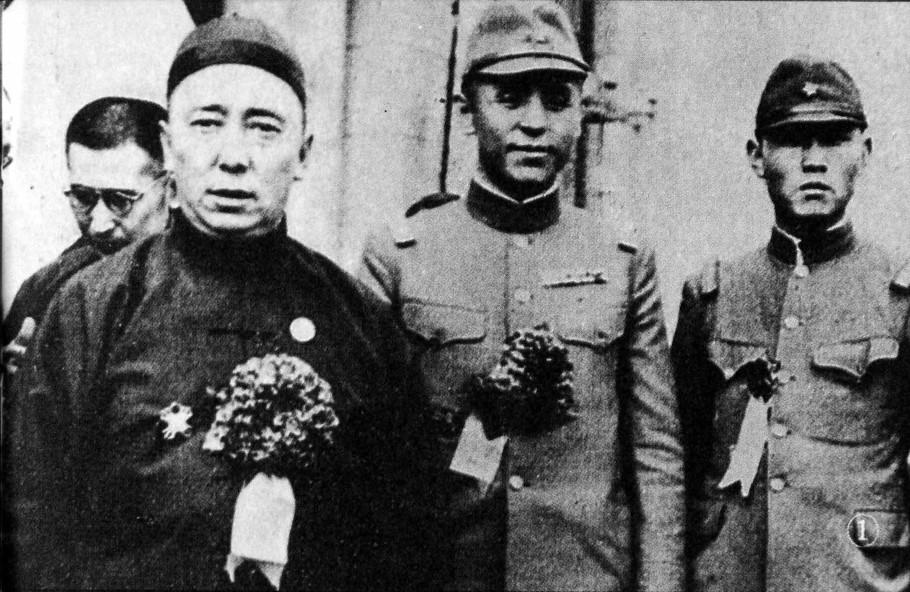
デムチュクドンロブ（左）と李守信（中）

日本が敗北した後、李守信はデムチュクドンロブに付き従って北平に避難する。蔣介石と交渉して第10路軍総司令に任命され、旧部隊を率いて中国共産党に備える。1949年（民国38年）、国民政府の敗色が濃厚になると、李守信は一時台湾へ逃亡したが、その後、デムチュクドンロブの勧誘に応じて内モンゴルに引き返す。同年8月に蒙古自治政府が成立すると、政務委員兼保安委員会副委員長となった。同年12月中旬には外モンゴルをゴンチギン・ブムチェンド、内モンゴルをデムチュクドンロブに任せて自らは全モンゴルの統治者となることを考えていたモンゴルの独裁者チョイバルサンに招かれ、これに応じてデムチュクドンロブとともにモンゴル人民共和国に亡命した。中国共産党への武装解除に積極的だった副主席のダリジャヤ（達王）、李守信と同じ保安委員会副委員長の白海風らは蒙古自治政府を西蒙自治政府に改組して人民解放軍に帰順した。
1950年9月、モンゴル当局により逮捕されたデムチュクドンロブと李守信は、当時成立したばかりの中華人民共和国に引き渡され、収監に伴い思想改造を受けた。1964年12月28日、第5回戦犯特赦において李守信は釈放され、以後は回顧録を書きながら内モンゴル自治区文史館館員を務めた。
1970年5月、フフホト市で病没。享年79（満77歳）。

## 伝記
- 楊海英『最後の馬賊 「帝国」の将軍・李守信』講談社、2018年8月。ISBN 406-5128676